# República Dominicana nos Jogos Olímpicos de Verão de 2020
A República Dominicana participa nos Jogos Olímpicos de Verão de 2020. O responsável pela equipa olímpica é o Comité Olímpico Dominicano, bem como as federações desportivas nacionais da cada desporto com participação. É a 15.ª presença da selecção nos Jogos Olímpicos de Verão.